# Cuore ed arte
Cuore ed arte è un film muto italiano del 1915 diretto da Eduardo Bencivenga.